# Óscar Aguilar Bulgarelli
Óscar Aguilar Bulgarelli (San José, 16 de junio de 1943) es un historiador, escritor y político costarricense. Ejerció el cargo de diputado de la Asamblea Legislativa por la Coalición Unidad (luego Partido Unidad Social Cristiana) en el período 1982-1986.

## Biografía
Nació en San José, el 16 de junio de 1943. Cursó estudios de primaria en el Colegio Don Bosco y secundarios en el Colegio Seminario. Se licenció en historia por la Universidad de Costa Rica y se doctoró en filosofía y letras por la Universidad Complutense de Madrid con especialidad en Historia de América en 1971. También obtuvo un título de docente en la Universidad Autónoma de Centroamérica en 1980 y ha cursado sociología y derecho en la Universidad de Costa Rica.
Obtuvo la categoría de Catedrático en las Universidades de Costa Rica y Universidad Nacional de la que fue cofundador, al igual que en la Universidad Estatal a Distancia. En 1978, el presidente Rodrigo Carazo le encomendó la tarea de fundar el Sistema Nacional de Radio y Televisión Cultural (SINART), del que fue director general y presidente ejecutivo en dos oportunidades, con un éxito nacionalmente reconocido.
Miembro fundador del Partido Renovación Democrática, formó parte de la lista de candidatos a diputados de la Coalición Unidad a la que pertenecía dicho partido en las elecciones de 1982, obteniendo un curul;en esa ocasión fue dos veces considerado El Mejor Diputado. En 1983 la coalición se fusiona en el PUSC del cual Bulgarelli fue militante aunque posteriormente se retiraría del partido. Intentó fallidamente disputarle la nominación presidencial a Rafael Calderón Fournier pero retiró sus aspiraciones ante las presiones económicas de la cúpula del partido que favorecían a Calderón. Se opuso al Tratado de Libre Comercio con Estados Unidos. Bulgarelli forma parte del grupo de intelectuales y dirigentes sociales que trabajaron en la creación de una nueva coalición conocida como Coalición Viva que no se materializó, por lo que en las elecciones del 2014 fue candidato a la vicepresidencia de la República por el Partido Patria Nueva

## Premios y reconocimientos
- Premio Jorge Volio Jiménez del Colegio de Profesores y Licenciados en Letras, Filosofía, Ciencias y Artes por su libro La Constitución de 1949, 1974.
- Comendador de la Orden de Isabel la Católica, por el gobierno de España, 1976.
- Reconocimiento de la Universidad Latinoamericana de Ciencia y Tecnología a la Excelencia Académica, 1994.
- Medalla de Plata por 25 años de distinguido servicio en el Instituto Panamericano de Geografía e Historia, 2001.
- Premio al Honor y la Ética, del Colegio de Periodistas de Costa Rica, por su libro: Costa Rica Dictadura Mediática o Tiranía en Democracia, 2017.
- Académico de Número de las Academias de Geografía e Historia y de Ciencias Genealógicas de Costa Rica y correspondiente con las de México, Guatemala, Honduras, República Dominicana y la Real Academia de Historia de España.
- Presidente del Instituto Panamericano de Geografía e Historia (OEA), 2005-2009.

## Publicaciones
A la fecha, 2022, ha publicado 53 libros de Historia, política y análisis de la realidad nacional, también entre ellos dos novelas.
- Costa Rica y sus Hechos Políticos de 1948, problemática de una década. (1969 primera edición)
- La Constitución de 1949, antecedentes y proyecciones (1973 primera edición)
- Costa Rica Dictadura Mediática o Tiranía en Democracia (2017)
- Carazo: El Último Presidente (2018)
- Con La Patria en el Bolsillo (2020)
- El Ciudadano Pablo, Patriota Olvidado. (2021)
- Coyotes de la Misma Loma. (2022)
- La Esclavitud Negra en Costa Rica
- La Huelga de los Tútiles (Un capítulo de nuestra Historia Social
- La Forja del Partido Unidad Social Cristiana
- A las Puertas del Infierno (novela)
- Historia de Los Partido Políticos en Costa Rica
- José Santos Lombardo; El Movimiento Cooperativo en Costa Rica (coautoría de Carlos Luis Fallas)

| Precedido por: Rodolfo Cerdas Cruz 1978-1982 | Diputado de la Asamblea Legislativa de Costa Rica (19º puesto por San José) 1982-1986 | Sucedido por: Javier Solís Herrera 1986-1990 |